# Барон Пойнингс
Барон Пойнингс (англ. Baron Poynings) — английский аристократический титул, дважды создававшийся для представителей рода Пойнингсов — в 1348 (по альтернативной версии в 1337) и 1545 годах.

## История титула
Первым бароном Пойнингсом стал Майкл Пойнингс, землевладелец из Сассекса, принадлежавший к старинному рыцарскому роду. 20 ноября 1348 года король Эдуард III вызвал его в свой парламент, и это считается созданием титула. В историографии существует мнение, что ещё раньше, 23 апреля 1337 года, в парламент был вызван отец Майкла сэр Томас; в этом случае именно он должен считаться первым бароном Пойнингсом. Майклу наследовали, друг за другом, двое его сыновей, Томас (1369) и Ричард (1375). Сын последнего Роберт пережил своего первенца, и его наследницей стала внучка, Элеанора (1446). Вместе с её рукой барония Пойнингс перешла к магнатскому роду Перси, главы которого носили титул графов Нортумберленд. В 1571 году Томас Перси, 7-й граф, был объявлен изменником, а все его титулы, включая титул барона Пойнингса, были конфискованы.
В 1545 году представитель побочной ветви рода Пойнингсов, сэр Томас Пойнингс, получил баронский титул; это событие считается второй креацией. Однако сэр Томас умер в том же году бездетным, так что титул быстро вернулся короне.

## Носители
Первая креация
- 1348—1369: Майкл Пойнингс[6];
- 1369—1375: Томас Пойнингс, сын предыдущего[7];
- 1375—1387: Ричард Пойнингс, брат предыдущего[8];
- 1387—1446: Роберт Пойнингс, сын предыдущего[9];
- 1446—1482: Элеанора Пойнингс, внучка предыдущего (дочь сэра Ричарда Пойнингса)[10];
  - Генри Перси, 3-й граф Нортумберленд, заседал в парламенте как барон Пойнингс по праву жены;
- 1482—1489: Генри Перси, 4-й граф Нортумберленд, сын 3-го графа Нортумберленда и 5-й баронессы Пойнингс;
- 1489—1527: Генри Элджернон Перси, 5-й граф Нортумберленд, сын предыдущего;
- 1527—1537: Генри Перси, 6-й граф Нортумберленд, сын предыдущего.

Вторая креация
- 1545: Томас Пойнингс[11]